# Interrex

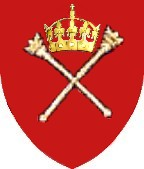
Symbool van Interrex

De interrex (of "tussenkoning") was in de Romeinse Republiek de naam van een bijzondere magistraat die in uitzonderlijke situaties door de Romeinse senaat werd verkozen om tijdelijk de functie van staatshoofd te vervullen, in afwachting dat het reglementaire staatshoofd zijn normale functie kon opnemen.

## Historiek
In de koningstijd werd door de senatoren een patriciër aangeduid om voorlopig het koninklijk gezag waar te nemen wanneer, bij het overlijden van de koning, zijn rechtmatige opvolger niet onmiddellijk het bewind kon overnemen. De interrex moest ook, indien er geen directe opvolger was, een geschikte kandidaat zoeken en voorstellen aan de comitia curiata .
In de Republiek keerde, op een ogenblik dat beide consules gelijktijdig in de onmogelijkheid kwamen om hun functie uit te oefenen (vb. na gewelddadige dood in oorlog of aanslag, gedwongen abdicatie wegens onregelmatige verkiezing, enz.)  het staatsbeleid terug in handen van de Senaat, volgens de geijkte formule Auspicia ad patres redeunt. Deze benoemde dan onverwijld, zonder auspicia of volksbesluit, een interrex uit eigen rangen. 
De interrex was dan voor korte tijd het staatshoofd, bleef uiterlijk vijf dagen in functie en benoemde desgevallend (na het raadplegen van de auspicia!) zijn eigen opvolger, naargelang de toestand dit vereiste. Deze situatie kon zich herhalen, totdat de comitia konden gehouden worden waardoor de crisis definitief opgehelderd werd.
De functie van interrex bleef heel de tijd bestaan tijdens de Republiek. Het – voor zover wij weten – laatste interregnum vond plaats na de dood van de consuls Aulus Hirtius en Vibius Pansa in 43 v.Chr.

## Functiebeschrijving (in de Republiek)
De waardigheid van interrex bleef steeds voorbehouden voor een senator uit de rangen van de curulische patriciërs. 
 De interrex oefende alle consulaire functies uit en mocht zich laten escorteren door een erelijfwacht van twaalf lictores. Het invoeren van een interrex betekende een feitelijke (maar slechts tijdelijke!) terugkeer naar het koningschap.